# One For The Vine
One For The Vine (en castellano "Uno Para La Viña") es una canción del grupo inglés de rock progresivo Genesis; la segunda del álbum Wind & Wuthering de 1976. Es una de las canciones más consistentes de la era post-Gabriel, compuesta íntegramente por el tecladista Tony Banks.
En sus diez minutos de duración contiene una gran cantidad de variaciones musicales, está compuesta por diez segmentos musicales diferentes, algunos apareciendo más de una vez (como la melodía de apertura de la canción). A diferencia de Supper's Ready, cada segmento está integrado de forma natural en la canción, en lugar de formar un conjunto de partes diferentes; y las partes progresan naturalmente entre una y otra, convirtiéndose en una de las canciones más complejas que Banks haya escrito. Los frecuentes cambiós en los estilos y las melodías llevan al oyente a creer que han pasado veinte minutos (por lo menos) desde el inicio de la canción. 
Las letras, como en la mayoría de los trabajos de Genesis, cuentan una historia. En este caso cuenta la historia de un hombre que se va de su comunidad porque ya no cree más en su líder espiritual, para convertirse luego en el líder espiritual de otro grupo. Las letras de la canción hacen un círculo completo, ya que un miembro del segundo grupo descree de la misma forma que descreía el primer personaje.
"One For The Vine", junto con "Your Own Special Way" y "Afterglow" son las únicas canciones de Wind & Wuthering que han sido grabadas en álbumes en vivo del grupo. La canción fue una parte importante de los conciertos de la banda entre 1977 y 1980, y los seguidores del grupo concuerdan en afirmar que permanece siendo una de las mejores canciones en el repertorio del grupo durante este período.
- Datos: Q6050913